# إيرتيش
إيرتيش (Irtych) هو نهر يجري في سيبيريا، ويعتبر رافدا أيسر لنهر أوبي. يمر في جريانه بكل من الصين حيث يسمى إرتكس (Ertix) وكازاخستان حيث يسمى إرتيس (Ertis) وروسيا.

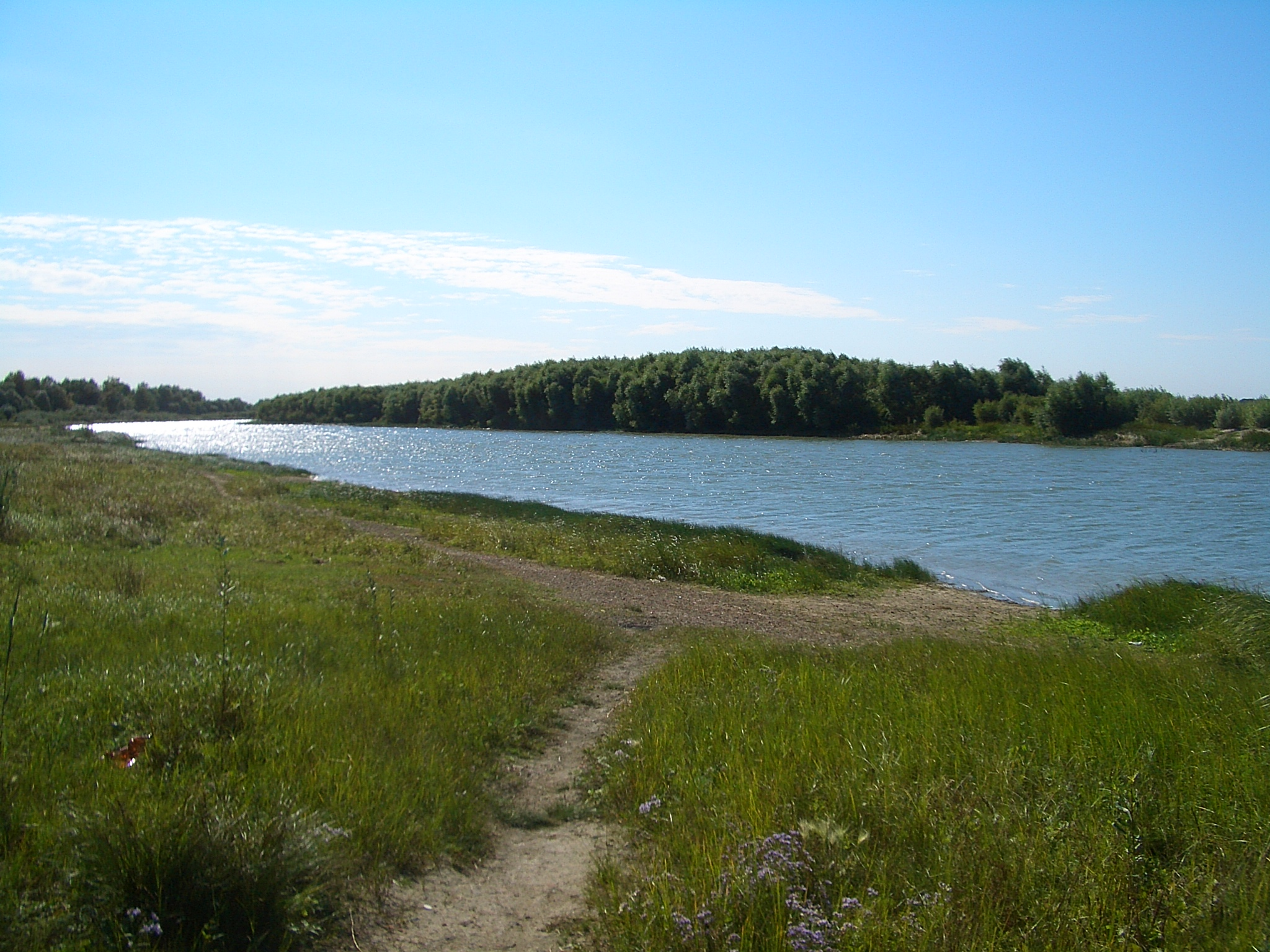
نهر إيرتيش في شرلاك (Cherlak) بين الحدود الكازاخية وأومسك

## جغرافيا
يسمى بالروسية (Иртыш) وبالكازاخية (Ertis/Эртiс) وبالتاتارية (İrteş/Иртеш) وبالمندارانية (额尔齐斯河). ينبع من مرتفعات ألتاي (Altai) في منغوليا، ويجري في الصين الغربية بمنطقة جنغاري (Djoungarie) قبل أن يمر بكازاخستان وسيبيريا. وهو يصب في نهر أوبي قرب مدينة خانتي مانسيسك (Khanty-Mansiysk). اسمه يعني النهر الأبيض، ويبلغ طوله 4248 كم ويشكل مع المجرى الأسفل لنهر أوبي (1162 كم) أحد أطول الأنهار في العالم: حيث يبلغ طولهما معا : 5410 كم. يمسح حوضه 1673470 كم مربع، وهو يغطي مساحة هامة من سيبيريا. وتبلغ كمية المياه التي يجلبها هذا النهر 94 مليار متر مكعب أي ما معدله 2980 متر مكعب في الثانية.

## الاقتصاد
- هذا النهر صالح للملاحة في جزء كبير منه بين شهري أفريل وأكتوبر قبل أن تتجمد مياهه. وتستمله السفن التجارية وسفن المسافرين. ويعتبر ميناء أومسك حيث مقر شركة ملاحة نهر إيريتش أكبر ميناء نهر في سيبيريا الغربية. كما أُقيمت عليه سدود لتوليد الطاقة الكهرومائية غير بعيد عن الحدود مع الصين: ومن أهم تلك السدود سد أوست كامنوغورسك (Oust-Kamenogorsk) وسد باختارمنسك (Bakhtarminsk) الذي يعود إلى عام 1959، كما أُقيمت عليه قناة للري لنقل الماء إلى سباسب كازاخستان الجافة.

## تاريخ
كانت ضفاف النهر تحت سيطرة الصينيين، ثم الكالموك (Kalmouks) والمغول قبل وصول الروس في القرن السادس عشر. وقد اكتملت سيطرة الإمبراطورية الروسية على حوض إيرتيش في بداية القرن التاسع عشر.

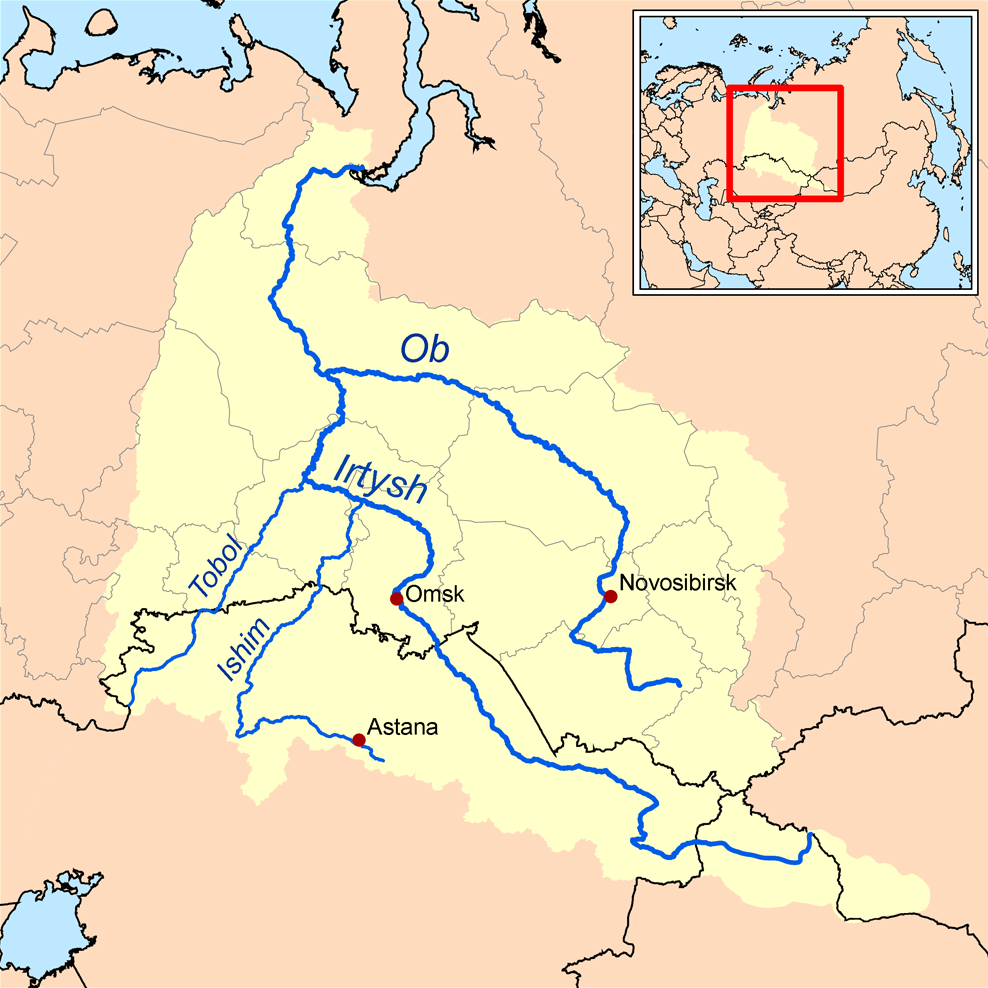
حوض نهر أوبي وإيرتيش